# ایوینگتون
ایوینگتون (به انگلیسی: Evington) یک منطقهٔ مسکونی در بریتانیا است که در میدلندز شرقی واقع شده‌است. ایوینگتون ۱۱٬۱۳۳ نفر جمعیت دارد.